# Костюченко Сергій Миколайович
Сергі́й Микола́йович Костюче́нко — полковник Збройних сил України,
учасник російсько-української війни.

## З життєпису
Народився в сім'ї військовослужбовця. В 1996 поступив до Київського інституту сухопутних військ, закінчив Харківський інститут танкових військ у 2000 році. До 2013 року проходив службу в 169 НЦ. Після призначений на посаду заступника командира 28 омбр з озброєння-начальником технічної частини. 2015—2017 рр навчався в НУОУ. 2017—2018 рр — Командування Сухопутних військ. На сьогоднішній день проходить службу в Національному університеті оборони України імені І. Черняховського. В часі російсько-української війни зазнав поранення у бою.

## Нагороди та вшанування
- Указом Президента України № 878/2019 від 4 грудня 2019 року за «особисті заслуги у зміцненні обороноздатності Української держави, мужність і самовіддані дії, виявлені у захисті державного суверенітету та територіальної цілісності України, зразкове виконання військового обов'язку» нагороджений орденом Богдана Хмельницького III ступеня[2].